# Лисковец, Александр Петрович
Алекса́ндр Петро́вич Лискове́ц (укр. Олександр Петрович Лисковець; род. 12 мая 1962, Днепропетровск) — советский и украинский футболист, игравший на позиции полузащитника.

## Биография
Воспитанник днепропетровской СДЮШОР «Днепр-75», первый тренер — Борис Давыдович Подорожняк. Начинал карьеру в дубле «Днепра» и улан-удинском «Локомотиве». В 1983 году дебютировал в украинской зоне второй лиги чемпионата СССР в составе хмельницкого «Подолья», а в следующем году перешёл в черкасский «Днепр». В 1985 году стал игроком кировоградской «Звезды», которая стала первым клубом, где Лисковец задержался более, чем на год. Тем не менее, сезон 1986 года, доигрывал уже в «Кремне» и «Ворскле», выступавших в соревнованиях коллективов физкультуры. В следующем сезоне, в составе «Ворсклы» играл уже во второй лиге. В 1987 году был призван в армию, во время службы выступал за киевский СКА. После демобилизации защищал цвета ахтырского «Нефтяника», анапского «Спартака» и «Кривбасса»
Первый чемпионат Украины начал в «Звезде». На протяжении двух лет, провёл в составе команды более 100 матчей, стал бронзовым призёром второй лиги. В 1994 покинул кировоградский клуб и отправился в Китай, где стал игроком местного «Шанхай Пудун». Проведя около полугода за пределами Украины, в 1995 году вернулся на родину, где выступал за ряд клубов из Полтавской области: «Ворскла», «Вагоностроитель» и «Горняк-Спорт». В 1996 году, поиграв за «Восход» из Славутича, снова перешёл в «Шанхай Пудун». Спустя полгода снова вернулся на Украину, в тот же клуб из Славутича. В 1997 году завершил профессиональную карьеру в бедевлянском «Беркуте».
В 1992 году окончил факультет физвоспитания Кировоградского пединститута. По завершении выступлений играл за любительские клубы, а позже — за ветеранские футбольные и футзальные команды из Днепропетровска, Днепродзержинска и Кривого Рога. Работал детским тренером в днепропетровских ДЮСШ «Днепр-75» и «Интер», а также преподавал физкультуру в Днепропетровском индустриальном техникуме.

## Стиль игры
Мог успешно играть как в нападении, так и на флангах полузащиты. Обладал отменным голевым чутьём, дриблингом, скоростью, способностью обыграть защитника один в один и хорошо играл головой

## Достижения
- Бронзовый призёр Второй лиги чемпионата Украины: 1993/1994